# Nazim Əliyev
Nazim Əliyev (Baku, 1963. április 5. –) válogatott azeri labdarúgó, csatár, edző. Háromszoros azeri bajnoki gólkirály.

## Pályafutása

### Klubcsapatban
1986-ban a Gyandzsik Baku, 1987-ben a Voszhod, 1988-ban a Nyeftcsi Baku, 1988 és 1994 között a Xəzər Sumqayıt, 1994–95-ben a  Neftçi, 1996–97-ben a Qarabağ, 1997-ben a Dinamo Bakı, 1998-ban a Sumqayıt, 1998–99-ben ismét a Dinamo Bakı, 1999–00-ben a Kimyaçı labdarúgója volt.
A Neftçi csapatával egy azeri bajnoki címet és két kupagyőzelmet ért el. Három idényben lett az azeri bajnokság gólkirálya: 1992-ben 39, 1994–95-ben 26 és 1997–98-ban 23 góllal.

### A válogatottban
1993-ban egy alkalommal szerepelt az azeri válogatottban hivatalos mérkőzésen. 1993. május 25-én Gandzsában, csereként mutatkozott be a Grúzia elleni barátságos mérkőzésen, ahol 1–0-s azeri győzelem született. Második – nem hivatalos – mérkőzése a válogatottban 1993. június 8-án volt Teheránban a Kazak U21-es válogatott ellen volt az ECO-kupán, ahol 3–3-as döntetlennel ért véget a mérkőzés.

### Edzőként
A 2003–04-es szezonban a Qarabağ csapatánál Şahin Diniyev segédedzőjeként dolgozott. 2004 nyarán a Şəfa Bakı vezetőedzője lett, de az őszi idény végén a csapat pénzügyi problémák miatt felfüggesztette szereplését a bajnokságban. így Əliyev néhány játékossal együtt 2005 elején az Ədliyyə Bakı együtteséhez került. Itt egy hónappal később egy súlyos haza vereség után lemondott a vezetőedzői posztról.
2006-ban az azeri U21-es válogatott, az olimpiai csapat edzője volt. 2007-ben az U19-es csapatnál Arif Əsədov, majd az azeri válogatottnál Şahin Diniyev segédedzőjeként tevékenykedett.
2009 első felében az Olimpik-Şüvəlan edzője, majd az év második felében a csecsenföldi Tyerek Groznij ifjúsági csapatánál volt segédedző Diniyev mellett. 2010 tavaszán a Neftçi II szakmai munkáját irányította, de májusban egy súlyos vereség után lemondott. 2011-ben az iráni Rah Ahan csapatánál Diniyev segédedzőjeként dolgozott.

## Sikerei, díjai
Xəzər Sumqayıt
- Azeri bajnokság
  - 2. (2): 1992, 1993
  - gólkirály: 1992 (39 gól)

 Neftçi PFK
- Azeri bajnokság
  - bajnok: 1995–96
  - 3.: 1994–95
  - gólkirály: 1994–95 (26 gól)
- Azeri kupa
  - győztes (2): 1995, 1996

 Dinamo Bakı
- Azeri bajnokság
  - gólkirály: 1997–98 (23 gól)

## Statisztika

### Mérkőzései az azeri válogatottban
| Azerbajdzsán | Azerbajdzsán    | Azerbajdzsán                 | Azerbajdzsán   | Azerbajdzsán | Azerbajdzsán | Azerbajdzsán | Azerbajdzsán | Azerbajdzsán |
| #            | Dátum           | Helyszín                     | Hazai          | Eredmény     | Vendég       | Kiírás       | Gólok        | Esemény      |
| ------------ | --------------- | ---------------------------- | -------------- | ------------ | ------------ | ------------ | ------------ | ------------ |
| 1.           | 1993. május 25. | Gəncə, Mərkəzi Stadion       | Azerbajdzsán   | 1 – 0        | Grúzia       | barátságos   | -            | 70'          |
|              | 1993. június 8. | Teherán, Azadi Stadion (IRN) | Kazahsztán U21 | 3 – 3        | Azerbajdzsán | ECO-kupa     | -            |              |
|              | Összesen        |                              |                | 2            | mérkőzés     |              | 0            | gól          |

## Fordítás
Ez a szócikk részben vagy egészben  a(z)   Алиев, Назим című orosz Wikipédia-szócikk ezen változatának fordításán alapul.  Az eredeti cikk szerkesztőit annak laptörténete sorolja fel. Ez a jelzés csupán a megfogalmazás eredetét és a szerzői jogokat jelzi, nem szolgál a cikkben szereplő információk forrásmegjelöléseként.